# Orvin (rivière)
Pour les articles homonymes, voir Orvin (homonymie).
L'Orvin est une rivière des départements de l'Aube et de Seine-et-Marne, et un affluent de la Seine.

## Géographie

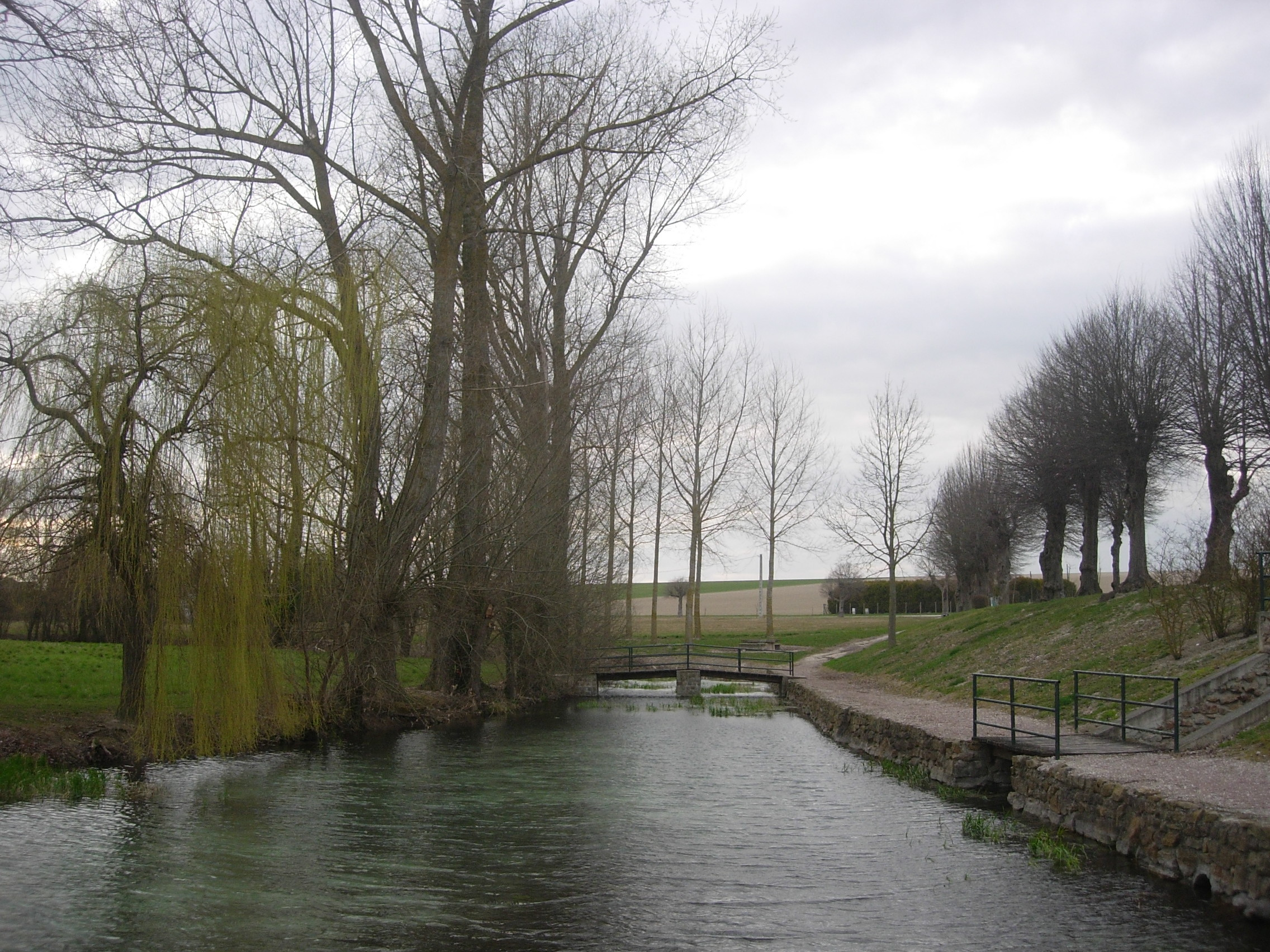
Source de l'Orvin à Saint-Lupien

La longueur de son cours d'eau est de 38,1 km.
L'Orvin prend sa source à Saint-Lupien et se jette dans la Seine à Villiers-sur-Seine.

## Communes traversées
Dans l'Aube ;
Saint-Lupien ~ Marcilly-le-Hayer ~ Bercenay-le-Hayer ~ Bourdenay ~ Trancault ~ Soligny-les-Étangs ~ Bouy-sur-Orvin ~ Traînel ~ Gumery
En Seine-et-Marne
Fontaine-Fourches ~ Villiers-sur-Seine

## Affluents
- Le ruisseau le Rognon qui prend naissance à Saint-Maurice-aux-Riches-Hommes et rejoint l'Orvin à Trancault et mesure 4,8 km
- Le ruisseau Sainte-Élizabeth qui prend naissance à Avant-lès-Marcilly et rejoint l'Orvin à Soligny-les-Étangs et mesure 4,5 km

## Tourisme
- Les sites préhistorique de Marcilly-le-Hayer et Trancault
- Le château de Trancault